# Jerry Goldsmith
Jerry Goldsmith (Carson, Califòrnia, 10 de febrer de 1929 - Los Angeles, Califòrnia, 21 de juliol de 2004) fou un dels compositors més influents en la història del cinema i escrigué bandes sonores de qualitat excepcional en una carrera que abraçava gairebé 50 anys. Fou nominat vuit vegades per l'Oscar (guanyant-ne un, per The Omen), i també va guanyar cinc vegades el premi Emmy.

## Biografia
Goldsmith, va néixer el 10 de febrer de 1929 a Los Angeles, Califòrnia. La seva família eren de descendència romanesa i jueva. Els seus pares foren Tessa Rappaport, mestra de l'escola, i Morris Goldsmith, enginyer.
Va estudiar piano amb Jakob Gimpel, i feia composició de música de cinema a la Universitat del Sud de Califòrnia amb el llegendari compositor hongarès Miklós Rózsa de tutor. Però el talentós jove es trobava incapaç d'assegurar una feina estable i va decidir acceptar una feina a l'estudi de televisió estatunidenc CBS, inicialment com a administratiu.
Finalment, se li donà l'oportunitat d'escriure música per a la TV, i durant els anys 1950 i els 60 va compondre per a sèries i espectacles com Wagon Train, Have Gun Will Travel, The Twilight Zone, Thriller, Dr. Kildare, i The Man from U.N.C.L.E.. Gràcies a la seva amistat amb el llegendari Alfred Newman, el 1957 se li va oferir l'oportunitat de compondre la seva primera banda sonora per a un llargmetratge, un western poc conegut, Black Patch. Va continuar amb partitures per a pel·lícules com el "western" Face of a Fugitive de 1957 i el de 1959, cinema de ciència-ficció amb City of Fear.
Durant els següents 45 anys, Goldsmith continuaria escrivint de forma brillant partitures pel cinema i la televisió, havent passat la majoria d'elles a la història del cinema. Fou un pioner de la música de pel·lícula veritable, obrint camins en innovadores tècniques de composició, amb l'ús intel·ligent de l'electrònica, i l'ús dramàtic de la música com a llengua cinemàtica. Escrivia música per a més de 200 pel·lícules de tots els gèneres, i era proposat per a divuit Oscars (encara que només vencia en una ocasió, per a The Omen el 1976), sis Globus d'Or, i nombrosos Emmys i altres premis.
Va escriure alguns dels temes més famosos i estimats d'algunes de les pel·lícules més reeixides de tot el temps, incloent-hi títols com Freud (1962), Els lliris dels prats (1963), The Blue Max (1966), The Sand Pebbles (1966), El planeta dels simis (1968), Patton (1970), Papillon (1973), Chinatown (1974), The Wind and the Lion (1975), Logan's Run (1976), The Omen (1976), Alien (1979), Star Trek: The Motion Picture (1979), Poltergeist (1982), First Blood (1982), Gremlins (1984), Rambo: First Blood Part II (1985), Total Recall (1990), Sleeping With the Enemy (1991), Instint bàsic (1992), Rudy (1993), First Knight (1995), Star Trek: First Contact (1996), Air Force One (1997), L.A. Confidential (1997), Mulan (1998), The Mummy (1999), The Sum of All Fears (2002) i Looney Tunes: De nou en acció (2003), la seva darrera partitura.

## Llegat
Jerry Goldsmith ha estat considerat un dels compositors més innovadors i influents de la història de la música cinematogràfica. Mentre presentava a Goldsmith en un premi a la carrera professional de la Society for the Preservation of Film Music el 1993, el seu company compositor Henry Mancini va dir de Goldsmith, «ha inculcat dues coses als seus col·legues d'aquesta ciutat. Una cosa que fa, és que ens manté honestos. I la segona és que ens espanta molt». En la seva revisió de la reedició de 1999 de la banda sonora de Star Trek: The Motion Picture, Bruce Eder va elogiar molt l'habilitat de Goldsmith, afirmant, «un dels nous temes, 'Spock's Arrival', pot ser el més a prop que Goldsmith ha arribat a escriure música seriosa en un llenguatge romàntic pur; aquesta podria haver estat obra de Rimski-Kórsakov o Stravinski — és així de bo.» En una entrevista de 2001, el compositor de pel·lícules Marco Beltrami va declarar: «Sense Jerry, la música de cinema probablement estaria en un lloc diferent del que està ara. Crec que ell més que qualsevol altre compositor va fer un pont entre l'antic estil de partitura de Hollywood i el compositor modern de pel·lícules.»
El 2006, en compondre The Omen (un remake de la pel·lícula de 1976 amb música escrita per Goldsmith), Marco Beltrami va dedicar la seva partitura a Goldsmith, que també va incloure un arranjament actualitzat d'"Ave Satani" titulat "Omen 76/06". De la mateixa manera, quan el 2012 es va encarregar al compositor Brian Tyler actualitzar el logotip d'Universal Studios per al centenari d'Universal, va retenir la melodia composta originalment per Goldsmith el 1997, optant per «porta-la al segle xxi.»

## Llista cronològica de sèries i pel·lícules
- The Black Patch (1957)
- Face of a Fugitive (1959)
- City of Fear (1959)
- Studs Lonigan (1960)
- The Spiral Road (1962)
- Lonely Are The Brave (1962)
- Freud (1962)
- El premi (The Prize) (1963)
- The List of Adrian Messenger (1963)
- The Stripper (1963)
- Take Her She's Mine (1963)
- Els lliris dels prats (Lilies of the Field) (1963)
- A Gathering of Eagles (1963)
- Shock Treatment (1964)
- Rio Conchos (1964)
- Seven Days in May (1964)
- Fate Is The Hunter (1964)
- El virus de Satan (The Satan Bug) (1965)
- Von Ryan's Express (1965)
- A Patch of Blue (1965)
- In Harm's Way (1965)
- Morituri (1965)
- Stagecoach (1966)
- Trouble with Angels (1966)
- Seconds (1966)
- The Sand Pebbles (1966)
- To Trap A Spy (1966)
- The Blue Max (1966)
- Our Man Flint (1966)
- In Like Flint (1967)
- The Flim-Flam Man (1967)
- Warning Shot (1967)
- L'hora de les pistoles (Hour of the Gun) (1967)
- Sebastian (1968)
- The Detective (1968)
- El planeta dels simis (Planet of the Apes) (1968)
- Bandolero! (1968)
- Justine (1969)
- The Chairman (1969)
- The Illustrated Man (1969)
- 100 Rifles (1969)
- The Travelling Executioner (1970)
- Tora, Tora, Tora (1970)
- La balada de Cable Hogue (The Ballad of Cable Hogue) (1970)
- Rio Lobo (1970)
- Patton (1970)
- Dos homes contra l'oest (Wild Rovers) (1971)
- The Mephisto Waltz (1971)
- The Last Run (1971)
- Escape from the Planet of the Apes (1971)
- Homecoming A Christmas Story (1971)
- The Other (1972)
- Anna and the King (1972)
- Waltons (1972)
- Ace Eli and Rodger of the Skies (1972)
- Pursuit (1972)
- Red Pony (1973)
- Shamus (1973)
- Police Story (1973)
- One Little Indian (1973)
- The Don is Dead (1973)
- Papillon (1973)
- Hawkins on Murder (1973)
- Barnaby Jones (1973)
- Winter Kill (1973)
- Un arbre creix a Brooklyn (1974)
- Chinatown (1974)
- Dos espies bojos (S*P*Y*S) (1974)
- High Velocity (1974)
- QB VII (1974)
- Take a Hard Ride (1975)
- A Girl Named Sooner (1975)
- Ransom (1975)
- Fugida suïcida (1975)
- Babe (1975)
- The Reincarnation of Peter Proud (1975)
- The Wind and the Lion (1975)
- Nevada exprés (Breakheart Pass) (1976)
- La fuga de Logan (Logan's Run) (1976)
- The Omen (1976)
- Islands in the Stream (1976)
- Twilight's Last Gleaming (1977)
- The Cassandra Crossing (1977)
- MacArthur (1977)
- Coma (1977)
- Damnation Alley (1977)
- Contract on Cherry Street (1977)
- Capricorn u (Capricorn One) (1978)
- The Swarm (1978)
- La maledicció de Damien (Damien: Omen II) (1978)
- Els nens del Brasil (The Boys from Brazil) (1978)
- El gran robatori del tren (The First Great Train Robbery) (1978)
- Magic (1978)
- Alien (1979)
- Players (1979)
- Star Trek: The Motion Picture (1979)
- Caboblanco (1980)
- The Final Conflict: Omen III (1981)
- Masada (1981)
- Inchon (1981)
- Outland (1981)
- Night Crossing (1981)
- Raggedy Man (1981)
- The Salamander (1981)
- The Challenge (1982)
- Poltergeist (1982)
- The Secret of N.I.M.H. (1982)
- First Blood (1982)
- Psycho 2 (1983)
- Twilight Zone The Movie (1983)
- Under Fire (1983)
- Gremlins (1984)
- Supergirl (1984)
- Runaway (1984)
- Legend (1985)
- Rambo: First Blood Part II (1985)
- Baby-Secret of the Lost Legend (1985)
- Exploradors (Explorers) (1985)
- Les mines del rei Salomó (King Solomon's Mines) (1985)
- Poltergeist II (1986)
- Amazing Stories (1986)
- Link (1986)
- Lionheart (1986)
- Hoosiers (1986)
- Extreme Prejudice (1987)
- El xip prodigiós (1987)
- Rent-A-Cop (1988)
- Rambo III (1988)
- Criminal Law (1988)
- Alien Nation (1988)
- The 'Burbs (1989)
- Leviathan (1989)
- Warlock (1989)
- Star Trek: L'última frontera (1989)
- The Russia House (1990)
- Gremlins II (1990)
- Total Recall (1990)
- HELP (1991)
- Not Without my Daughter (1991)
- Sleeping with the Enemy (1991)
- Mom and Dad save the World (1991)
- Medicine Man (1991)
- Instint bàsic (1992)
- Forever Young (1992)
- Mr. Baseball (1992)
- Matinee (1992)
- Gladiator (refusat) (1992)
- Hollister (1992)
- Love Field (1993)
- The Vanishing (1993)
- Dennis The Menace (1993)
- Rudy (1993)
- Un estrany a la família (1993)
- Malice (1993)
- Angie (1994)
- Bad Girls (1994)
- The Shadow (1994)
- The River Wild (1994)
- I.Q. (1994)
- Congo (1995)
- First Knight (1995)
- Star Trek: Voyager (1995)
- Powder (1995)
- City Hall (1995)
- Decisió executiva (Executive Decision) (1996)
- Two Days in the Valley (1996)
- Chain Reaction (1996)
- Star Trek: First Contact (1996)
- The Ghost and the Darkness (1996)
- Criatures ferotges (Fierce Creatures) (1996)
- Air Force One (1997)
- L.A. Confidential (1997)
- The Edge (1997)
- Deep Rising (1998)
- U.S. Marshals (1998)
- Small Soldiers (1998)
- Mulan (1998)
- Star Trek: Insurrection (1998)
- The Mummy (1999)
- The Haunting (1999)
- The 13th Warrior (1999)
- Hollow Man (2000)
- Along Came a Spider (2001)
- The Last Castle (2001)
- The Sum of All Fears (2002)
- Star Trek: Nemesis (2002)
- Looney Tunes: De nou en acció (Looney Tunes: Back in Action) (2003)
- Timeline (refusat) (2003)
- El regne del cel (Ús de "Valhalla" per The 13th Warrior) (2005)